# Podochilus rhombipetalus
Podochilus rhombipetalus är en orkidéart som beskrevs av Johannes Jacobus Smith. Podochilus rhombipetalus ingår i släktet Podochilus och familjen orkidéer.
Artens utbredningsområde är Sulawesi. Inga underarter finns listade i Catalogue of Life.